# Salon de la Rose-Croix
A Salon de la Rose-Croix, vagy La Rose-Croix esthétique, vagy L’ordre du Temple de la Rose-Croix vagy L’ordre Rose+Croix Catholique et Esthétique du Temple et du Graal (röviden: OR+CC) egy francia ezoterikus-szimbolista művészeti mozgalom volt az 1890-es években, melyet Joséphin Péladan (1858-1918, misztikus nevén: Sâr Mérodack Péladan) alapított. Alapelvei között megtaláljuk a realizmus elutasítását és az akadémiai formuláktól való eltávolodást, továbbá a szubjektivitás és az intuíció fontosságát.

## Előzmények
A mozgalom lényegében a Rózsakereszt Kabbalisztikus Rendjével (franciául: L’ordre kabbalistique de la Rose-Croix, röviden: OKRC) való 1890-es szakítás nyomán jött létre, miután annak két alapítója: Stanislas de Guaita és Péladan nézeteltérésbe kerültek egymással. Míg Guaita és követői - eklektikus felfogásuknál fogva - nyitottak voltak pl. a szabadkőművességre, a buddhizmusra és a spiritizmusra, addig Péladan római katolikusként elutasította ezeket. A kilépését és indokait részletesen megfogalmazta a L’Initiation 1890 júniusi számában: 
|  | „Józan higgadtsággal döntöttem úgy, hogy leválasztok a rózsakeresztességről egy hármas szellemiségű rendet, katolikusok, művészek és nők számára.” |
|  | – Sâr Mérodack Péladan |

## Rózsakeresztes szalonok és a rend

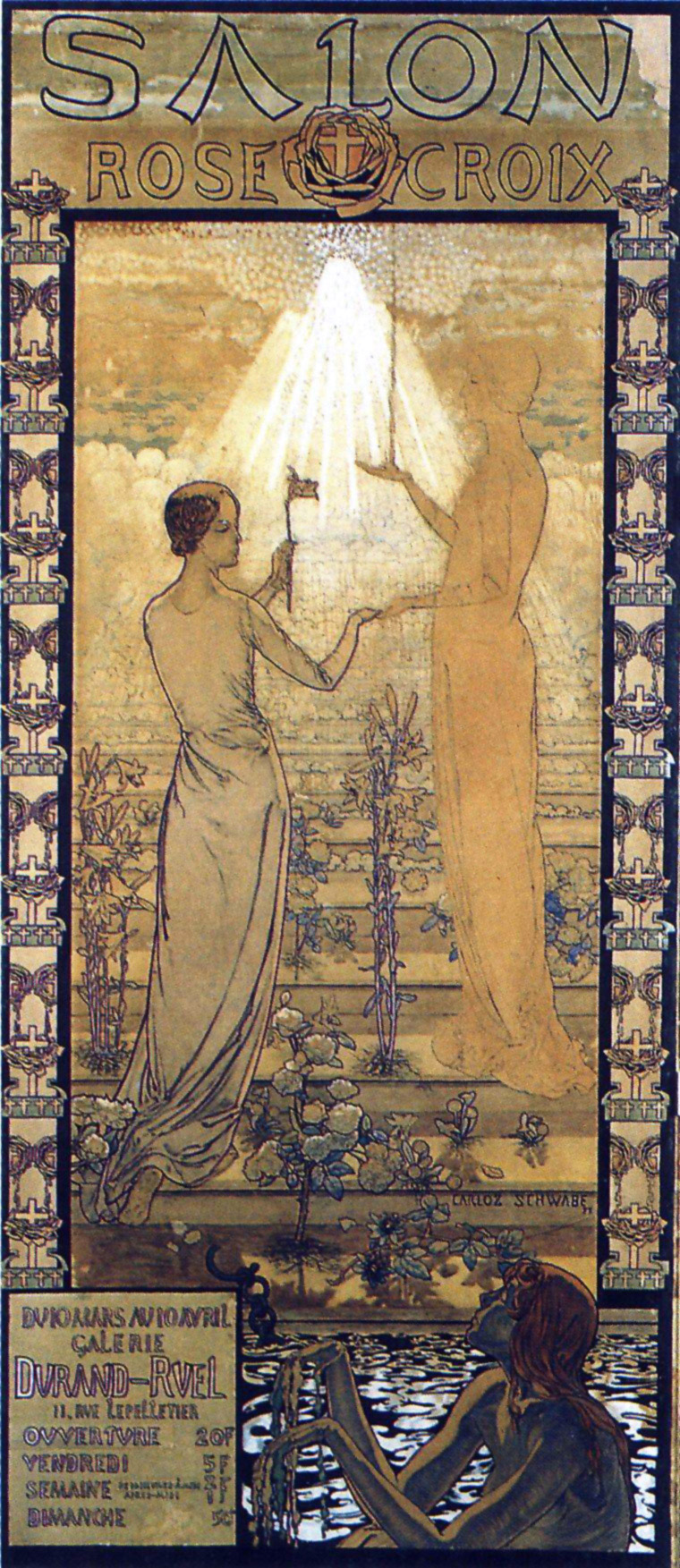
Az 1892-es első szalon posztere

1891. augusztus 23-án kis falragaszokon tették közzé a Salon de la Rose-Croix - a társasági törvénnyel konform - alapszabályait. Az aláírók Joséphin Péladan, Léonce de Larmandie gróf, Gary de Lacroze, Élémir Bourges, és Antoine de La Rochefoucauld gróf voltak. Céljuk szépművészeti kiállítások szervezése volt.
Az OR+CC akkor öltött jogi formát, amikor végleg megtörtént az OKRC-től való szétválás. Különféle kiadványokat, felhívásokat publikált a rend, melyek meghívókként, illetve a szabályzatuk magyarázataiként szolgáltak. Tervük és szellemiségük az idealizmushoz való visszatérés volt a művészetekben. A rendezvényeken kiállító festők azonban nem feltétlenül fogadták el a rózsakeresztes tanításokat. Külföldi festőket is szívesen láttak.
Az OR+CC-ben Péladan volt a "Nagymester", a "Sâr", rajta kívül mindenki álnevet használt. Utána következett a hierarchiában az anyagi támogató, a művészek pártfogója Rochefoucauld az "Arkhón" (Archonte), aki a kommendátorok (Commandeurs) felett állt. Lacroze volt például "Tiferet kommendátora", míg Larmandie "Gebúrá kommendátora" Összesen heten alkották a rend Legfelsőbb Tanácsát, beleértve a Nagymestert, az Arkhónt és a kommendátorokat.
A szalonok 1892 és 1897 között minden évben megrendezésre kerültek és legtöbbjük nagy népszerűségnek örvendett.

### Első szalon (1892)
A Sâr 1892. március 10-én nyitotta meg az első rózsakeresztes szalont Paul Durand-Ruel (1831-1922) műkereskedő párizsi képtárában, a Salon des Artistes Français, illetve a Société Nationale des Beaux-Arts ellenpontjaként. A sikert Péladan regényeinek népszerűsége és az intenzív sajtókampány biztosította. Tömegek jelentek meg az első két nyitónapon, köztük olyan hírességekkel, mint a festő Gustave Moreau és Puvis de Chavannes, a költő Paul Verlaine és Stéphane Mallarmé, vagy az író Émile Zola, továbbá hivatalnokok, nagykövetek.

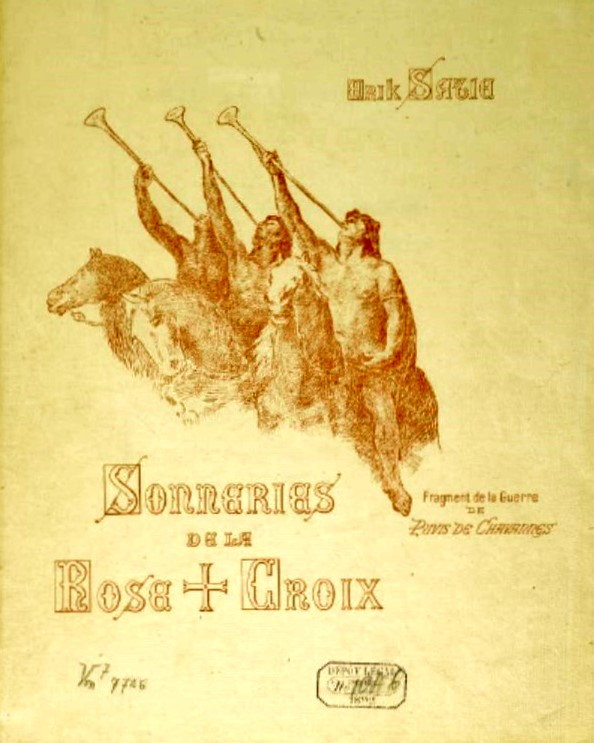
A szalon betétdalainak borítója

A szalonban, többek között, Jan Toorop, Félix Vallotton, Ferdinand Hodler, Émile Bernard, Georges Rouault, Antoine Bourdelle, Fernand Khnopff, Alexandre Séon, Henri Martin, Jean Delville és Carlos Schwabe festményei, Alexandre Charpentier, Jean Dampt és Auguste de Niederhausern szobrai voltak láthatók. A festőművészeket a "lélek festőinek" nevezte Péladan, akiknek vallásossága szerinte esztétikai természetű volt. Az akkoriban Péladan közeli barátja és a rend hivatalos zeneszerzője és kapellmeistere, Erik Satie szerezte a szalon megnyitó és aláfestő zenéit, "Sonneries de la Rose+Croix" címmel. Koncertek és színielőadások színesítették az eseményt.
Az eseményen Péladan összevitatkozott a rend mecénásával, Antoine de La Rochefoucauld (1862-1959) gróffal, az általa viselt "Archonte" cím és annak szerepe miatt. Rochefoucauld arisztokrata lévén nem vette túl komolyan a rend hierarchiáját és ez hatalmi-vezetési problémákat okozott a Nagymester és közte. Amikor látta az egekbe szálló költségeket és hogy lényegében semmibe sincs érdemi beleszólása, megtagadta azok kifizetését. Péladan ennek nyomán kizárta az Arkhónt a rendből, majd - jogi értelemben is - feloszlatta a rendet, de megtartotta a művészeti célkitűzéseket.
A szalon után, 1892 augusztusában Erik Satie és Péladan is összekülönböztek egymással, melynek Satie egy nyílt levélben adott hangot. Mind a barátságuk, mind Satie szerepvállalása a mozgalomban megszakadt.

### Második szalon (1893)

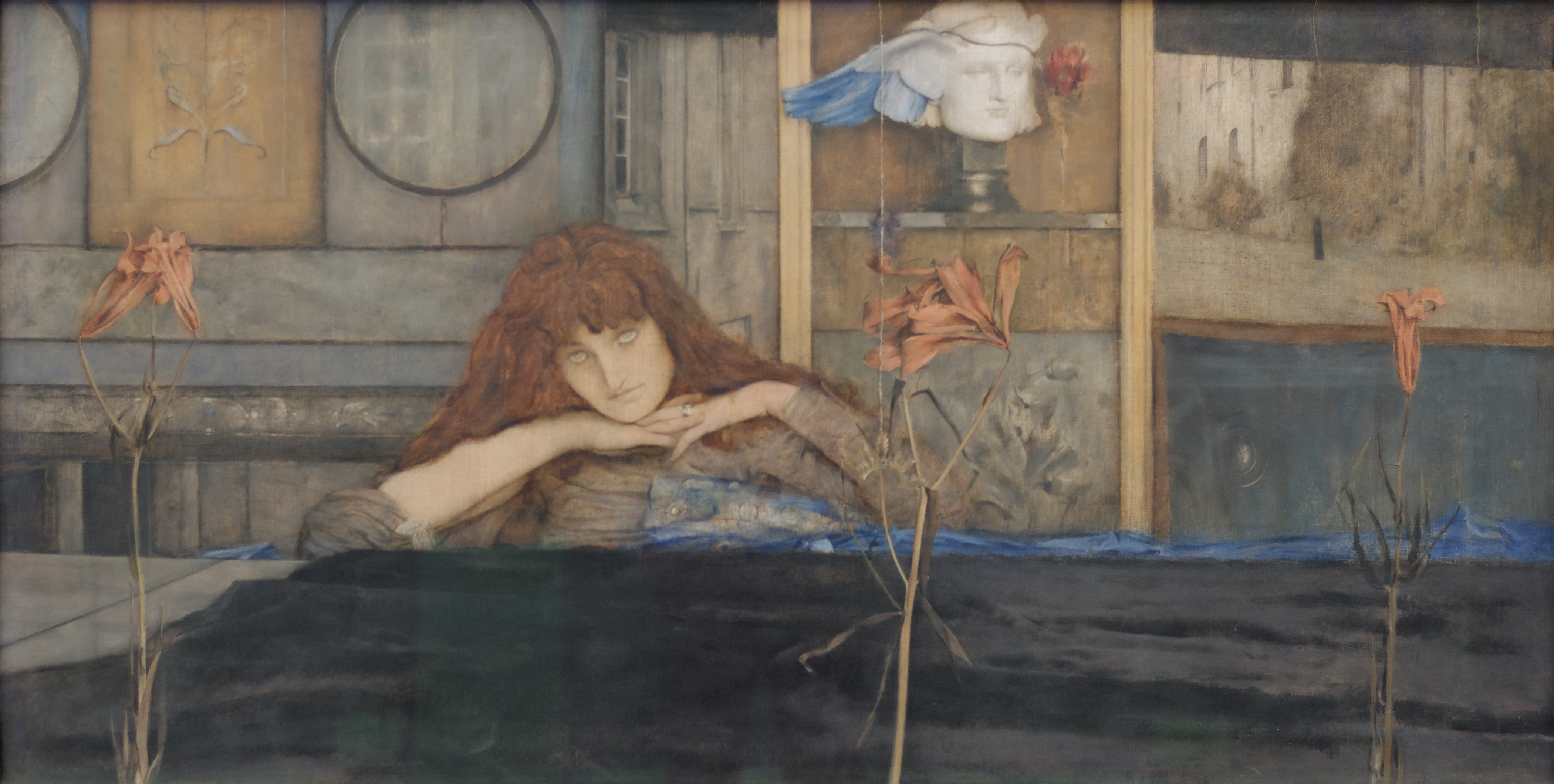
Fernand Khnopff: I lock my door upon myself (1891), München

A második rendezvény-sorozat 1893. március 28. és április 30. között került megrendezésre. A helyszín  a párizsi Mars-mezőn volt, az 1889-es Világkiállítás megmaradt épületében. Rochefoucauld gróf távozása miatt pénzforrás-hiány merült fel, így Péladannak vissza kellett vennie eredeti elképzeléseiből. Fernand Khnopff (1858-1921) uralta a kiállítást műveivel és a belga festők is nagyobb nyilvánossághoz jutottak. Edmond Aman-Jean (1858-1936) készítette ennek a szalonnak a poszterét.

### Harmadik szalon (1894)

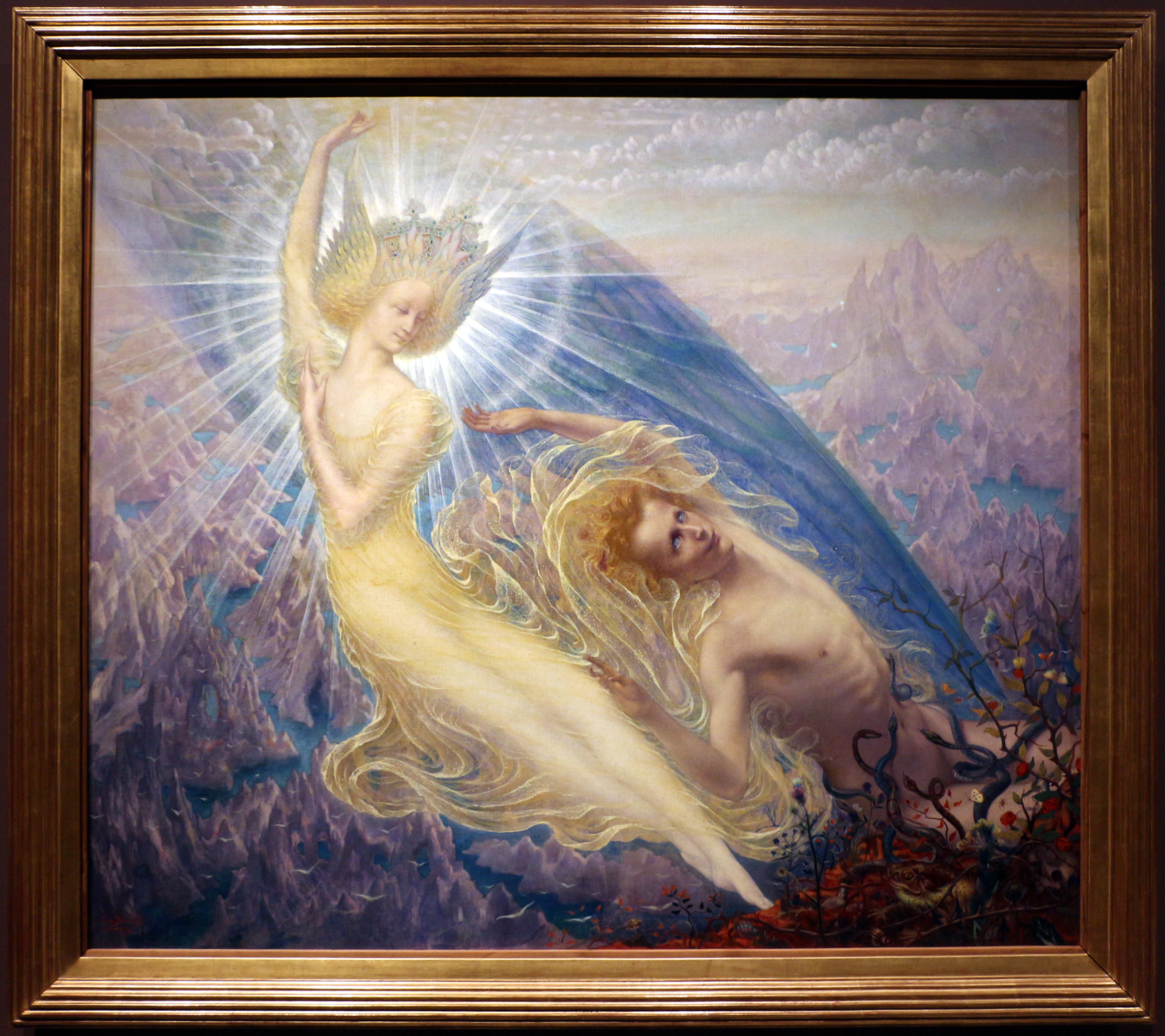
Jean Delville: l'Angelo dello Splendore, 1894

1894 május 8-án nyitotta meg kapuit ez a szalon a rue de la Paix-on lévő szűkös kortárs galériában. A finanszírozást Larmandie egy barátja vállalata fel. A helyszűke miatt a kiállított művek számát 83-ban kellett korlátozni. A szalon plakátját Gabriel Albinet (1865-1930) készítette. Legnagyobb sikere Jean Delville-nek (1867-1953) volt, a Moreau által inspirált "Une Fin de règne" és "Orphée mort" című olajfestményeivel. Khnopff három kisebb művet állított ki.
Az "Art idéaliste et mystique, doctrine de la Rose-Croix" című 1894-ben megjelent könyvében Péladan bukásnak ítéli szalonjait. Mindazonáltal az idealizmus esztétikájának győzelmét hozta a maga korában.

### Negyedik szalon (1895)
1895. március 20-tól április 20-ig tartott, ismét a kortárs művészek galériájában. Hatása gyengének tekinthető. Khnopff nem vett részt az eseményeken.

### Ötödik szalon (1896)

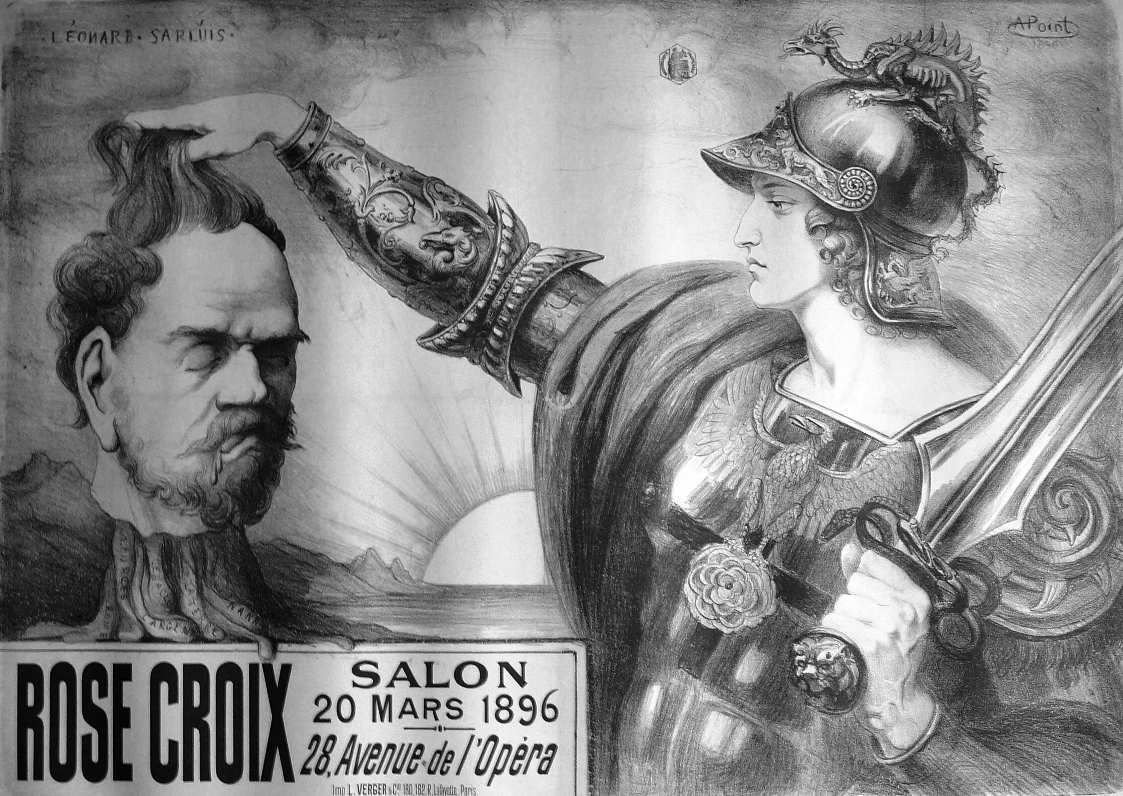
Az 1896-os ötödik szalon posztere

A szalon 1896. április 25-én nyílt meg a "la salle des arts réunis"-ban. Péladan nem vett részt a megnyitón, mert mézesheteit töltötte Olaszországban. A poszteren Armand Point (1860-1932) és Léonard Sarluis (1874-1949) egy sisakos Dávidot ábrázolt, amint egy levágott óriás Góliát-Zola fejet lóbál a kezében. Camille Mauclair (1872-1945) irodalomkritikus szerint a rendezvény "vezetője távolmaradása és dzsentrifikációja miatt egyre szűkebb körű lett."

### Hatodik szalon (1897)
Az utolsó szalon a párizsi Georges Petit galériában kapott helyet. 217 műalkotás, köztük 53 Alexandre Séon-tól (1855-1917), került bemutatásra. E hatodik szalon után Péladan kinyilvánította, hogy a rendet alvó állapotba helyezi.

## Irodalmi tevékenység
Péladan regényei függelékeként Syncelli acata címmel a rendhez kapcsolódó írásokat közölt. Ezek irodalmi értéke nem mindig jelentős, viszont alapot szolgáltatnak a rend történetének kronológiájához.
Fontos megemlíteni Péladan "La décadence latine" című kisregény-ciklusát, melyben a művészet átalakító erejét kívánta bemutatni, olyan művészetét, mely a legmagasabb ideálokat nyilatkoztatja ki a fizikai síkon. A művek válaszként szolgáltak a francia társadalom - általa érzékelt - hanyatlására a XIX. század végén. Péladan elképzelése középpontjában az áll, hogy a művészek egyben beavatottak, akik le tudnak hozni valamit az isteni szférából a hétköznapi világba. Regényeinek szereplői archetípusokat személyesítenek meg, akik lételméleti és metafizikai dilemmákkal szembesülnek a halódó, korrupt nyugati kultúra színfalai előtt és azok ellenében. Célja az olvasók ösztönzése volt egy magasabb ideálokat követő élet keresésére önbeavatás által. Ezt az önbeavatódást kaloprosopia néven nevezte meg, mely a személyiség átalakulását jelentette számára egy műalkotásként élt élet által. Írásai és a szalonok révén lényegében tömegeket kívánt beavatni a művészet által.
Élémir Bourges bizonyosan részt vett a rend munkájában, habár nem túl aktívan. "La Nef" című, 1904-ben megjelent színdarabja - a Péladannak oly kedves - Prométheusz témájával foglalkozik.
Saint-Pol-Roux részvétele ugyan sosem bizonyosodott be, az azonban figyelemre méltó, hogy a Péladan által a rend vezetőire alkalmazott "magnifique" fogalom éppen a rend megalakulása után, 1893-ban jelenik meg a "La religion du tournesol" című versében, melynek első kiadását a rend akkori mecénásának és Arkhónjának, Antoine de la Rochefoucault-nak ajánlotta.

## A szalon szabályzata
I. A Rózsakereszt Templomának Rendje jelenleg új csoportot képez a Rózsakereszt Esztétikát, hogy teljes fényében helyreálljon a TRADÍCIÓ alapján és a SZÉPSÉG segítségével az Ideál kultusza.
II. A Rózsakeresztes Szalon le akarja rombolni a realizmust, meg akarja reformálni a latin ízlést és egy idealista művészeti iskolát akar létrehozni. 
III. Nincs sem zsűri, sem részvételi díj. A Rend meghívásos alapon működik, és a művész módszerét tiszteletben tartja, nem kritizálja, nem kíván más programot, mint szépség, nemesség, líraiság. 
IV. Világosabban fogalmazva a visszautasítandó témák a következők, még akkor is, ha a mű kivitelezése kiváló, sőt tökéletes:
1. A történeti festészet és a Delaroche képekhez hasonló prózai és illusztratív kézikönyvszerű művek;
2. A hazafias és katonai festészet, mint Messonnier, Neuville, Detaille művei;
3. Minden kortárs, magánéleti vagy közéleti ábrázolás;
4. A portré – kivéve, ha kosztüm alapján nem datálható és van stílusa;
5. Minden rusztikus jelenet;
6. Minden tájkép, kivéve ha Poussin modorában komponált;
7. Tengeri tájkép, tengerészek;
8. Minden humoros dolog;
9. Csupán festői orientalizmus;
10. Minden háziállattal és sporttal kapcsolatos téma;
11. Virágok, csendéletek, gyümölcsök, kiegészítők és más ujjgyakorlatok, melyeket arcátlanul kiállítanak a középszerű festők.

V. A Rend mindenek előtt a Katolikus ideált és a Miszticizmust pártfogolja. A Legenda, a Mítosz, az Allegória, az Álom, a nagy költők Parafrázisa és végül minden lírai hangulat mellett a Rend, mint a felsőbbrendű lényeg kifejezőit. Előnyben részesíti a falfestményszerű műveket. 
VI. A nagyobb világosság kedvéért, íme a kedvezően fogadott témák, még ha kivitelezésük tökéletlen is lenne: 
1. A katolikus dogma és az itáliai témák Margaritone-tól Andrea Sacchi-ig;
2. A keleti teogóniák interpretációja, kivéve a sárga fajét;
3. Az allegória legyen expresszív, mint a „Szerénység és Hiúság”, legyen dekoratív, mint Puvis de Chavannes művei;
4. A magasztossá emelt akt, Primaticcio, Correggio stílusában, vagy Leonardo és Michelangelo modorában készült kifejező fej;

VII. Ugyanez a szabály vonatkozik a szobrászatra is. Jón harmónia, gót kifinomultság és reneszánsz intenzitás – szintén elfogadott. Visszautasítandó a történeti, a hazafias, a kortárs és a festői szobrászat, azaz amelyik csupán mozgásban, a lélek kifejezése nélkül ábrázolja a testet. Csak kivételes esetben fogadunk el mellszobrot. 
VIII. A Rózsakeresztes Szalon a rajz minden formáját elfogadja, az egyszerű ceruzarajztól a freskó és üvegfestmény kartonokig.
IX. Építészet: mivel ez a művészet 1789-ben meghalt, csak helyreállítások vagy mese-paloták terveit fogadjuk el.
X. A Rózsakeresztes Rend teokratikus természetéből következik, hogy semmiképpen sem kötelezi el a művészeket; egyéniségüket a Rend jellege nem érinti. A művészek csak Meghívottak, ebből következően a Rend elvi szempontjaitól függetlenek.
XI. Az a művész, aki az rózsakeresztes programnak megfelelő alkotást készít, el lesz fogadva, még ha korábbi művei különbözőek vagy realisták lennének is. A Rend a bemutatott mű alapján ítél és nem tehetsége fejlődése alapján.
XII. Az a művész, aki külföldön él és szeretne kiállítani a rózsakeresztes kiállításon, fotót kell küldjön, melynek alapján az alkotását elfogadjuk vagy visszautasítjuk. Kérjük, adja meg műve méreteit. 
XIII. Mivel a Rend minden figyelme ellenére sem ismerheti az idealista művészeket, bárki, aki úgy hiszi, hogy a rózsakeresztes programnak megfelelő művet alkotott, bemutathatja március elsején, a Képzőművészetek Arkhónjának, a Durand-Ruel Galériában (rue Pelletier 11.). Hetedikétől értesítjük az elfogadásról vagy a visszautasításról, az utóbbi esetben kilencedike előtt el kell vigye a munkáját. 
XIV. Azok a művészek, akik nem tudják bekereteztetni a műveiket, vakkeretben is elküldhetik.
XV. A rózsakeresztes rend számára az „idegen” szónak nincs értelme. Ez a Szalon a legmagasabb fokon nemzetközi karakterű. 
XVI. 1892. március 10-én nyílik meg hivatalosan és április 10-én zárul. 
XVII. Február 25-től március harmadikáig a kiállításra meghívott, Párizsban élő művész urakat a Sâr és az Arkhón meglátogatja és átad nekik egy aláírással ellátott, a keresztnevet, nevet, a mű címét, méreteit és árát tartalmazó átvételi elismervényt. 
XXII. 1892. március 8-án, 11 órától a speciális kártyával rendelkező kritikus urakat fogadják. Ugyanezen a napon, este 8 órakor, fogadás lesz a követek, a közoktatási és a kulturális miniszter miniszter számára 
XXIII. Március 9-én kiállítás a névre szóló meghívottak számára 10-én megnyitó (belépési díj: 20 frank) 
XXVII. Március 10-én, délelőtt 10 órakor ünnepi misét celebrálunk a Szentlélek tiszteletére a Saint Germain l’Auxerrois templomban. 
Az emberfölötti Wagner Parsifaljából a Prelude-öt, a Szent Grál Utolsó vacsoráját, a Nagypénteki varázst és a Megváltás Finálét fogják játszani. 
A misét a Rend Erik Satie által hárfára és trombitára komponált három fanfárja vezeti be és kíséri. 
Minden résztvevőnek rezervált szék áll rendelkezésére. 
P.S. A Rend a Mágikus törvény szerint soha nem fogja kiállítani vagy kivitelezni egyetlen nő művét sem.

## Fordítás
- Ez a szócikk részben vagy egészben  a   Rose-Croix esthétique című francia Wikipédia-szócikk fordításán alapul.  Az eredeti cikk szerkesztőit annak laptörténete sorolja fel. Ez a jelzés csupán a megfogalmazás eredetét és a szerzői jogokat jelzi, nem szolgál a cikkben szereplő információk forrásmegjelöléseként.